# Pożarzysko

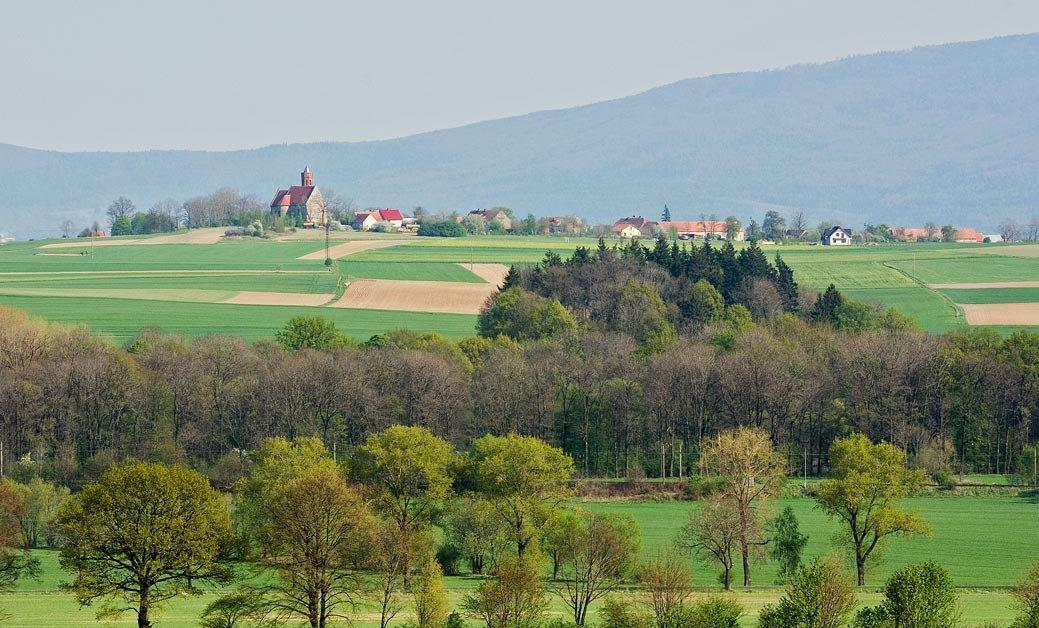
Pożarzysko

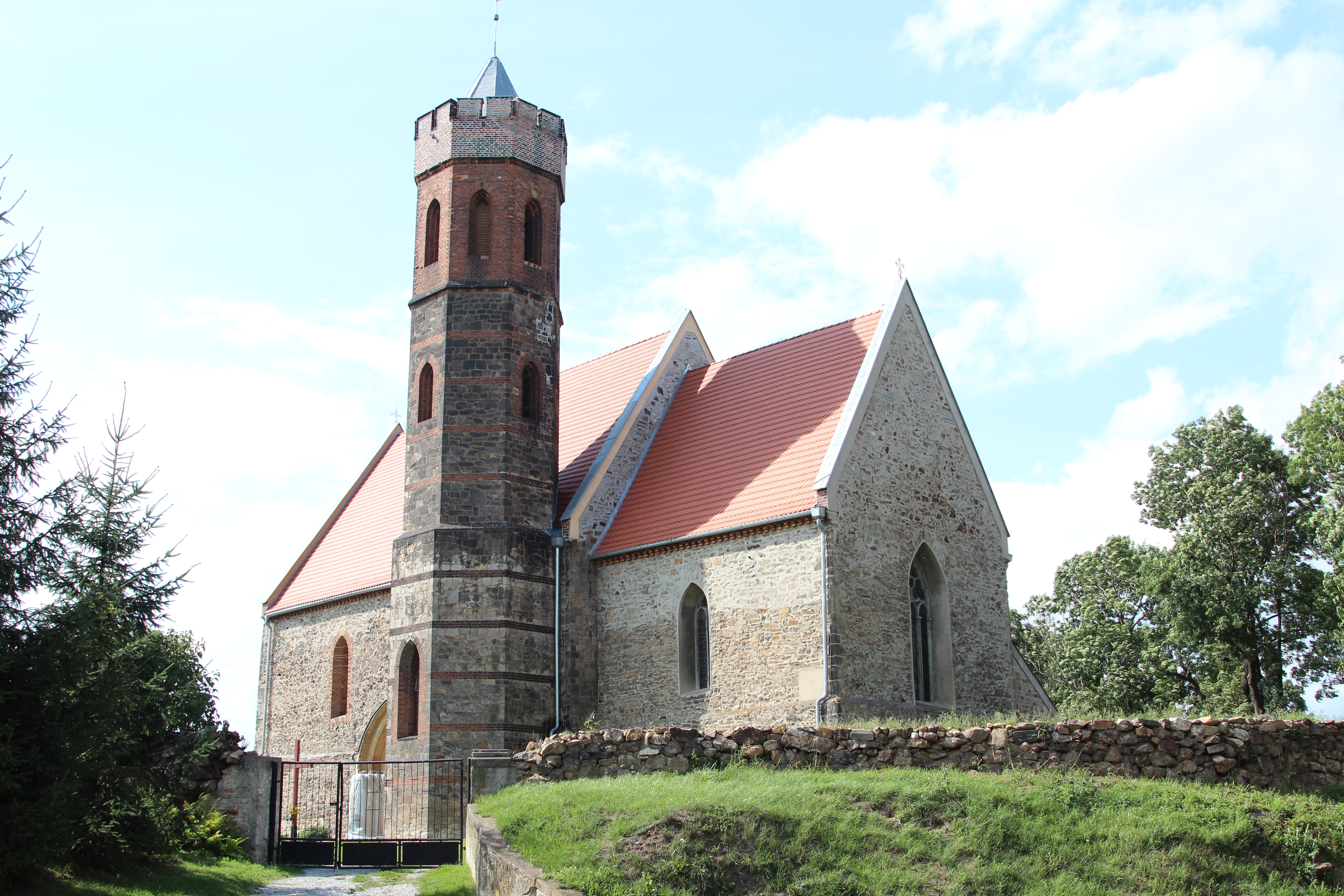
St.-Josephs-Kirche

Pożarzysko (deutsch Hohenposeritz, veraltet auch Hoch-Poseritz) ist ein Dorf in der Stadt- und Landgemeinde Żarów (Saarau) im Powiat Świdnicki in der Woiwodschaft Niederschlesien in Polen.

## Lage
Der Ort liegt etwa 6 km östlich der Stadt Żarów (Saarau), 15 km nordöstlich der Kreisstadt Świdnica (Schweidnitz) und 40 km südwestlich der Woiwodschaft-Hauptstadt Breslau.  
Nachbarorte sind Mrowiny (Konradswaldau) im Westen, Imbramowice (Ingramsdorf) im Norden, Siedlimowice (Schönfeld) im Süden und Domanice (Domanze) im Osten. 

## Geschichte
1201 erscheint das Dorf in einer Urkunde als „Poserisit“. Der Ortsname mit slawischer Endung steht möglicherweise in Zusammenhang mit dem alten schlesischen Adelsgeschlecht der Herren von Poser. Besitzer waren 1408 Hans von Schindel, 1523 Hans Theobald von Burghaus auf Kupferberg, 1548 Kaspar von Mühlheim, genannt Puschke, der seine Gerechtsame darauf verwies, 1550 Dominik von Bock und Kaspar von Mühlheim, 1568 Christoph von Mühlheim, 1594 Wolf Dietrich von Mühlheim, 1626 Kaspar von Mühlheim-Puschke, 1655 der kaiserliche Generalfeldwachtmeister Ludwig Baron von Monteuerques, 1694 Karl Joseph Graf von Oppersdorf auf Domanze, 1733 Karl Ferdinand Freiherr von Seher-Thoss und 1750 dessen Sohn Karl Ferdinand Freiherr von Seher-Thoss auf Eichholz. 1785 besaß es die Familie von Tschirski.
Nach dem Ersten schlesischen Krieg fiel Hohenpositz 1741/42 mit dem größten Teil Schlesiens an Preußen. Die alten Verwaltungsstrukturen wurden aufgelöst und Hohenposeritz in den Kreis Schweidnitz eingegliedert, mit dem es bis 1945 verbunden blieb. 1785 zählte das Dorf zwei Meilen von Schweidnitz entfernt, ein Vorwerk, eine katholische bis 1654 evangelische Pfarrkirche, ein Pfarrhaus, ein Schulhaus, elf Bauern, 15 Gärtner, neun Häusler und 211 Einwohner. 1845 zählte „Hoch-Poseritz“ in Besitz des Generalleutnants und Kommandeurs des VI. Armee-Korps Graf von Brandenburg, Patrimonium-Gericht der Herrschaft Domanze, 42 Häuser, ein Vorwerk, ein Lehngut, 330 Einwohner (davon 40 katholisch und der Rest evangelisch), evangelische Kirche zu Domanze, eine evangelische Nebenschule in der im Winter ein Hilfslehrer aus Domanze unterrichtete, eine katholische Kirche (Adjunkt der Pfarrkirche zu Ingramsdorf), ein Widum ohne Gebäude, acht Handwerker und ein Höcker. Zur katholischen Kirche waren gepfarrt: Hohenposeritz, Konradswaldau mit Freudenthal, Neusorge, Schönfeld und Tarnau. In der Kirche wurde jährlich viermal Gottesdienst gehalten.
Hohenposeritz gehörte zum Amtsbezirk Domanze wo sich auch das Standesamt befand. 1928 erfolgte die Eingemeindung des Gutsbezirkes Hohenposirtz in die gleichnamige Landgemeinde. Als Folge des Zweiten Weltkriegs fiel Hohenposirtz 1945 an Polen und wurde in Pożarzysko umbenannt. Die deutsche Bevölkerung wurde, so weit sie nicht schon vorher geflohen war, vertrieben. Die neu angesiedelten Bewohner waren zum Teil Heimatvertriebene aus Ostpolen. Heute gehört Pożarzysko zur Landgemeinde Żarów.

## Sehenswürdigkeiten
- Die römisch-katholische St.-Josephs-Kirche in Hohenposeritz (polnisch Kościół św. Józefa w Pożarzysku), wurde um 1300 errichtet, 1633 nach einem Brand wieder aufgebaut, der Kirchturm kam erst 1853 hinzu

## Persönlichkeiten
- Friedrich Wilhelm von Brandenburg (1792–1850), preußischer Ministerpräsident und Sohn des preußischen Königs Friedrich Wilhelm II., Besitzer von Gut Hohenposeritz